# STX Entertainment
Pour les articles homonymes, voir STX.
Ne doit pas être confondu avec SFX Entertainment.
STX Entertainment est une société américaine spécialisée dans le divertissement, principalement la production et la distribution de films. Elle est fondée en 2014 par le producteur Robert Simonds. Elle comprend plusieurs filiales dont STX Films (parfois stylisé en STXfilms) pour la production de films.
En 2021, la société est rachetée par le milliardaire irano-américain Jahm Najafi (en).

## Historique
En 2012, Robert Simonds et Bill McGlashan (en) commencent à développer l'idée d'une société de production qui se focaliserait sur des projets à budget moyen portés par une tête d'affiche célèbre, une méthode passée de mode dans les studios hollywoodiens traditionnels et les majors. Ils lancent ainsi STX Entertainment en 2014, avec pour mission de financer, développer, produire, commercialiser et distribuer du contenu dans le monde entier,. Plusieurs sociétés investissent dans le projet — Hony Capital (en), Tencent, PCCW, TPG Growth et Liberty Global — ainsi que des personnes comme Gigi Pritzker (en), William Wrigley, Jr. II (en) et Dominic Ng (en),,.
En septembre 2017, il est révélé que STX est envisagé pour une introduction en bourse à la bourse de Hong Kong (SEHK). Il est rapporté que cela pourrait rapprocher STX des investisseurs et du public chinois. The Wall Street Journal déclare que la société pourrait être évaluée à 3,5 milliards de dollars, après avoir levé 500 millions de dollars supplémentaires à la suite de l'introduction en bourse,. En avril 2018, la société fait une demande pour entre à la bourse de Hong Kong.
En octobre 2019, STX annule cette demande en justifiant cela par la guerre commerciale entre les États-Unis et la Chine ainsi que des conditions défavorables en raison des turbulences sur le marché boursier de la Chine. Un accord global de cofinancement avec la société chinoise Huayi Brothers expire fin 2018.
En avril 2019, le cofondateur Bill McGlashan est renvoyé, en raison de son implication dans un scandale liée à des admissions universitaires.
En avril 2020, STX annonce une fusion avec la société indienne Eros International plc (en). Robert Simonds déclare que cela va permettre de crééer « la première société de médias indépendante possédant l'expertise et les cultures créatives d'Hollywood et de Bollywood, tout en tirant parti des avancées importantes que les deux sociétés ont réalisées sur le marché chinois ». La société issue de la fusion serait cotée en bourse et hériterait de la cotation d'Eros à la bourse de New York. La fusion est finalisée le 30 juillet 2020. Un nouveau logo de la marque ErosSTX est présenté en septembre,. L'entité issue du regroupement a levé 125 millions de dollars de nouveaux fonds propres et a reçu 350 millions de dollars de crédit dirigé par JPMorgan.
En décembre 2021, alors que STX fait face à des difficultés financières à la suite de la fusion, la société Najafi Companies de l'homme d'affaires Jahm Najafi (en) annonce avoir conclu un accord pour acquérir STX Entertainment auprès d'ErosSTX, pour 173 millions de dollars. Cependant, en janvier 2022, Lionsgate veut aussi l'acquérir. Finalement, cela est rejeté et Jahm Najafi est le seul prétendant,. En avril 2022, Najafi Companies finalise donc l'acquisition de STX Entertainment. Eros Media World (en) conserve une participation, sans droit de vote, de 15 % dans la société,.
En juillet 2022, peu de temps après le départ du président de STX Films (Adam Fogelson), il est rapporte dans la presse que STX était en pourparlers avec Lionsgate pour un éventuel accord sur la distribution de films. Peu après, il est annoncé que les bureaux britanniques de STX Entertainment, dont un à Londres abritant le siège social de STXinternational, vont progressivement fermer.

## Catalogue

### STX Films / STX International

#### Années 2010
- 2015 : Le Cadeau (The Gift) de Joel Edgerton
- 2015 : Aux yeux de tous (Secret in Their Eyes) de Billy Ray
- 2015 : Desierto de Jonás Cuarón
- 2016 : The Boy de William Brent Bell
- 2016 : Hardcore Henry d'Ilia Naïchouller
- 2016 : Free State of Jones de Gary Ross
- 2016 : Bad Moms de Jon Lucas et Scott Moore
- 2016 : The Edge of Seventeen de Kelly Fremon Craig
- 2017 : The Bye Bye Man de Stacy Title
- 2017 : Un monde entre nous (The Space Between Us) de Peter Chelsom
- 2017 : Une belle rencontre (Their Finest) de Lone Scherfig
- 2017 : The Circle de James Ponsoldt
- 2017 : Valérian et la Cité des mille planètes de Luc Besson
- 2017 : Wind River de Taylor Sheridan
- 2017 : The Foreigner de Martin Campbell
- 2017 : Breathe d'Andy Serkis
- 2017 : Bad Moms 2 (Bad Moms Christmas) de Jon Lucas et Scott Moore
- 2017 : Le Grand Jeu (Molly's Game) d'Aaron Sorkin
- 2017 : Tout l'argent du monde (All the Money in the World) de Ridley Scott
- 2017 : Sous un autre jour (The Upside) de Neil Burger
- 2018 : Criminal Squad (Den of Thieves) de Christian Gudegast
- 2018 : Gringo de Nash Edgerton
- 2018 : I Feel Pretty d'Abby Kohn et Marc Silverstein
- 2018 : À la dérive (Adrift) de Baltasar Kormákur
- 2018 : American Animals de Bart Layton
- 2018 : 22 Miles (Mile 22) de Peter Berg
- 2018 : Carnage chez les Puppets (The Happytime Murders) de Brian Henson
- 2018 : Peppermint de Pierre Morel
- 2018 : Ben is Back de Peter Hedges
- 2018 : Seconde Chance (Second Act) de Peter Segal
- 2019 : The Best of Enemies de Robin Bissell
- 2019 : UglyDolls de Kelly Asbury
- 2019 : Poms de Zara Hayes
- 2019 : Queens (Hustlers) de Lorene Scafaria
- 2019 : Countdown de Justin Dec
- 2019 : Manhattan Lockdown (21 Bridges) de Brian Kirk
- 2019 : The Irishman de Martin Scorsese (uniquement distribution dans certains pays)
- 2019 : Playmobil, le film (Playmobil: The Movie) de Lino DiSalvo (uniquement distribution aux États-Unis)

#### Années 2020
- 2020 : The Gentlemen de Guy Ritchie (uniquement distribution aux Etats-Unis)
- 2020 : The Boy : La Malédiction de Brahms (Brahms: The Boy II) de William Brent Bell
- 2020 : Mon espion (My Spy) de Peter Segal
- 2020 : The Rental de Dave Franco (uniquement distribution hors États-Unis)
- 2020 : Le Jardin secret (The Secret Garden) de Marc Munden (uniquement distribution aux États-Unis)
- 2020 : Work It de Laura Terruso
- 2020 : Songbird d'Adam Mason (uniquement distribution aux États-Unis et au Royaume-Uni)
- 2020 : Greenland : Le Dernier Refuge (Greenland) de Ric Roman Waugh
- 2021 : Horizon Line de Mikael Marcimain
- 2021 : Our Friend de Gabriela Cowperthwaite
- 2021 : Me You Madness de Louise Linton
- 2021 : Désigné coupable (The Mauritanian) de Kevin Macdonald
- 2021 : I Care a Lot de J Blakeson
- 2021 : Kid 90 (documentaire) de Soleil Moon Frye
- 2021 : Bloody Milkshake (Gunpowder Milkshake) de Navot Papushado
- 2021 : Queenpins d'Aron Gaudet et Gita Pullapilly
- 2021 : Copshop de Joe Carnahan
- 2021 : Spencer de Pablo Larraín
- 2021 : National Champions de Ric Roman Waugh
- 2022 : The Contractor de Tarik Saleh (uniquement distribution aux États-Unis)
- 2022 : Mémoire meurtrière (Memory) de Martin Campbell (uniquement distribution hors États-Unis)
- 2022 : Devotion de J. D. Dillard (uniquement distribution hors États-Unis)
- 2022 : The Son de Florian Zeller (uniquement distribution dans certains pays européens)
- 2022 : Bed Rest de Lori Evans Taylor (uniquement distribution hors États-Unis)
- 2022 : Le Pire Voisin au monde (A Man Called Otto) de Marc Forster
- 2023 : Operation Fortune: Ruse de guerre de Guy Ritchie (uniquement distribution hors États-Unis)
- 2023 : The Covenant : Mission en Afghanistan (Guy Ritchie's The Covenant) de Guy Ritchie (uniquement distribution dans certains pays européens)
- 2023 : Firebrand de Karim Aïnouz (uniquement distribution au Royaume-Uni)
- 2023 : Ferrari de Michael Mann (uniquement distribution dans certains pays)
- 2023 : The Marsh King's Daughter de Neil Burger (uniquement distribution dans certains pays)
- 2024 : Mon espion 2 : Mission Italie (My Spy: The Eternal City) de Peter Segal
- 2025 : Greenland: Migration de Ric Roman Waugh
- 2025 : Happy Gilmore 2 de Kyle Newacheck

### STX Television
- 2014-2015 : State of Affairs (série TV)
- 2019 : Valley of the Boom (docudrame)
- 2019-2021 : Games People Play (série TV)

### STX Alternative
Cette filiale est chargée de contenus pour la réalité virtuelle.